# 希农城堡

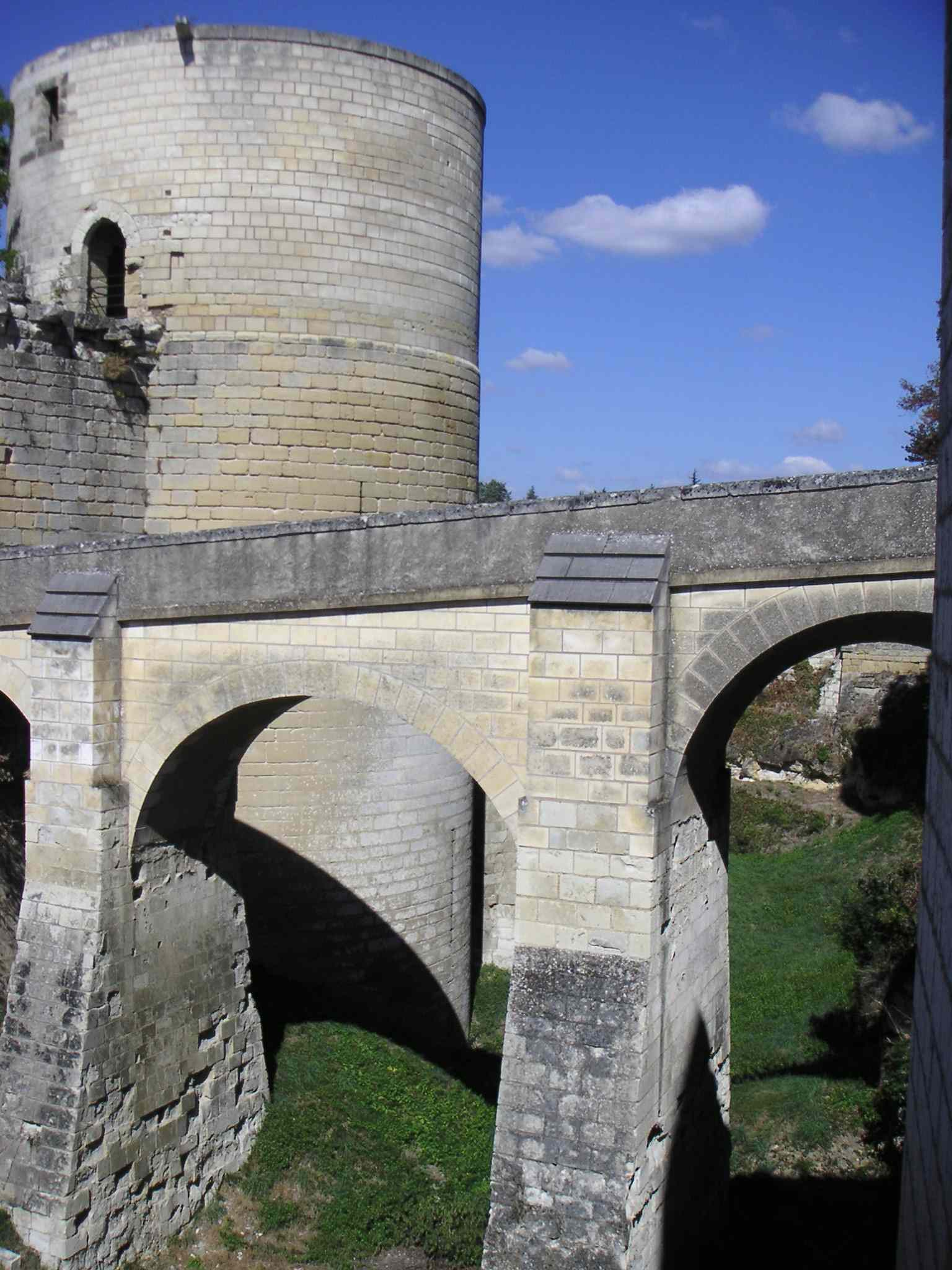

希农城堡（法语：Forteresse royale de Chinon 或 Château de Chinon）位於法國的安德爾-盧瓦爾省。希依城堡由盧瓦爾王朝的布洛瓦伯爵西奧博爾德一世於945年興建，於12世紀時，則被用作為皇室所用。腓力四世時期，此城堡曾用作審訊聖殿騎士團之用。